# Serrungarina
Serrungarina település Olaszországban, Marche régióban, Pesaro és Urbino megyében. Lakosainak száma 2560 fő (2017. január 1.). Serrungarina Mombaroccio, Monteciccardo, Montefelcino, Montemaggiore al Metauro, Saltara, Sant’Ippolito, Orciano di Pesaro és Cartoceto községekkel határos.

## Népesség
A település lakossága az elmúlt években az alábbi módon változott:

| 2017 | 2 560 |